# Димитър Багрилов
Димитър Багрилов е един от най-активните и изтъкнати търновци – учител, художник, общественик.

## Житейски път
Димитър Багрилов е роден на 16 октомври 1866 г. в занаятчийското семейство на Николчо Димитров Бояджиев. Средно образование завършва в Търново, след което заминава за чужбина да следва. В Белгия изучава многоуважаваната специалност по онова време „Гробищна архитектура“. Преди дипломирането си заболява и постъпва на лечение в санаториум в Швейцария.
След като се завръща от Европа, променя името си от Бояджиев на Багрилов.

## Професионални изяви
Професионалната му кариера започва като учител по рисуване в Пловдив.
През 1895 г. се завръща в родното Търново и е назначен за учител по рисуване в Мъжката гимназия „Свети Кирил“. Това е огромно постижение, тъй като негов предшественик е бил уважаваният и талантлив художник Ото Хорейши. Багрилов се отнася с усърдие и огромна отговорност към своята работа, затова през 1906 г. получава престижната Първа учителска степен.
През 1907 г. е преместен в Девическата гимназия „Митрополит Климент“, където преподава рисуване до края на живота си. Негов ученик е изтъкнатият български художник Борис Денев. Той споделя: „При учителя Багрилов започнахме да учим перспектива. Рисувахме геометрични тела с креда, гипсови глави и бюстове, пейзажи с креда, молив, акварел. Излизахме да рисуваме с молив навън.“

## Обществени инициативи и заслуги
През 1899 г. Димитър Багрилов предлага на Търновската община да му отпусне общинско място, на което той, със собствени средства, да изгради художествено училище. Предвидените за изучаване предмети са иконопис, марангоза, моделиране с глина и гипс, скулптура върху камък и рисуване. Това негово начинание е новаторско, тъй като в България само преди няколко години е основано Държавното рисувателно училище. Училищният проект не се осъществява, независимо че общината отпуска желания терен. Години по-късно:
- желаното Рисувателно училище е превъплътено в авторитетния факултет „Изобразително изкуство“ при Великотърновския университет „Св. св. Кирил и Методий“.
- на живописния хълм Боруна се намира Художествената галерия, носеща името на един от най-добрите възпитаници на Димитър Багрилов – Борис Денев.

През 1907 г. Димитър Багрилов, заедно с Леон Филипов и инж. Христо Сапаров, работи безвъзмездно при съставянето на „Пътеводител на Търново и околностите му“, издание на Туристическо дружество „Трапезица“ Багрилов е и първият касиер на дружеството.
- През 1909 г. настоятелството на Туристическото дружество възлага на арх. Козаров, Л. Филипов, Иван Вителов и художниците Борис Денев и Димитър Багрилов да определят обекти за фотографиране, които да влязат в специални албуми, посветени на Велико Търново и околностите.

През 1917 г., по време на Първата световна война Димитър Багрилов изсича на скала по пътя за гара Велико Търново следния надпис, издържан в духа на Паисий: „Българино, помни, че ти в царуването на Н.В. Фердинанд I, Цар на българите, се бори юнашки и победи: Македония освободи на 24.IX.1915 г., а Добруджа на 04.I.1917 г.“ Надписът е направен с цел, която сам Багрилов определя най-добре: „... за да напомня на бъдещите поколения епохалните събития през Балканската война 1912 - 1913 г. и през Общоевропейската война 1915 – 1918, които доведоха, макар за един момент, обединението на целия български народ“.
През 1913 г. Велико Търново, Горна Оряховица и Лясковец са сполетени от голямо земетресение, което нанася много щети. Църквата „Св. св. Константин и Елена“ е разрушена от природното бедствие. За нейното възстановяване се съставят Комисия, която да събира дарения, и Строителен комитет. Димитър Багрилов взема активно участие и в двете инициативи. От 1913 до 1928 г. е и църковен настоятел. През 1923 г. църквата е с променено име на „Св. Цар Борис“. Тогава Димитър Багрилов е натоварен със специфичната задача, в качеството си на художник, да нарисува лика на Свети Цар Борис, по който да бъде изработен новият печат на църквата.
Димитър Багрилов е изключителен дарител на средства за църквата „Св. св. Константин и Елена“ („Св. Цар Борис“):
- 1923 г. дарява 10 000 лв., които са разходвани за издигането на църковния олтар с престола.
- Заедно със съпругата си Роза Багрилова дарява иконите „Св. Цар Борис“ и „Св. Димитър Бесарабски“, както и по-дребни парични суми.
- През 1940 г. църквата получава дарение от 5000 лв. по силата на вече покойния църковен благодетел.

Димитър Багрилов има изключителните заслуги за инициативата и изработване проекта за герб на град Търново. На герба са изобразени средновековните крепости Царевец и Трапезица, река Янтра, църквите „Свети Димитър“, „Свети Петър и Павел“ и „Свети Четиридесет мъченици“, старите царска и патриаршеска корона, царският и патриаршески жезъл, българският трикольор, българският държавен герб, новата царска корона и девизът на Търново: „Твърдост, бодрост, вярност, постоянство.“ Не липсват и характерните за хералдиката елементи като дъбови и лаврови листа. Гербът е приет през 1921 г., но намира по-широко приложение след 1927 г. През месец юли е публикуван на страниците на „Общински вестник Велико Търново“, което съвпада с поставянето му на сградата на общинския съвет. Изработени са и отличителен знак за кмета – герб с позлатена верижка, печати с кръгла форма, херолди, клишета и форми. Гербът е изобразен и на Златната книга на Търновската община.
Търновци си поставят амбициозната задача да работят активно за издигането на града като административен, занаятчийски и курортен център. Затова се включват в различни граждански обединения. През 1928 г. по инициатива на кмета на Велико Търново Владимир Даскалов, се избира обществен комитет от 20 души, който да съветва общинското ръководство. Наред с имената на изтъкнатите и уважавани граждани Владимир Даскалов, митрополит Филип, Тодор Бончев, се нарежда името и на учителя Димитър Багрилов.
През 1930 г. Културно-стопански съюз „Стара планина“ си поставя за цел да превърне Велико Търново в курорт. Интелектуалците и обществениците Димитър Багрилов, Христо Кабакчиев, Димитър Момчев, Смарагда Топузанова, Пано Иванов, Ангел Каранешев, обсъждат най-належащите стъпки от културно-просветно и икономическо общество за реализиране на този проект. Като приоритетна се очертава задачата за събиране и съхраняване на старинни документи и други исторически паметници, свързани с Търново.
През 1935 г. цар Борис III и царица Йоанна посещават град Велико Търново. Общината изработва посребрен поднос. Централно място в украсата на подноса заема гербът на града, изработен от Димитър Багрилов, над който са гравирани инициалите „Б“ и „Й“, а в долната част е поставен надписът „На техни величества Цар Борис III - старата столица Велико Търново 1935“. От двете страни на търновския герб са изобразени хералдически знаци, символизиращи династическия съюз между България и Италия. На гърба на представителния сувенир дискретно е изписано „По композиция на художника Д. Н. Багрилов от гр. Велико Търново“. Днес този експонат се съхранява във фонд „Нова история“ на Регионален исторически музей- Велико Търново.
Умира на 2 ноември 1940 г. във Велико Търново, гробът му се намира в Преображенския манастир, където са били погребани родилите, за чиито паметник той е изработил балереф с образите им.